# Mémorial de France à Saint-Denys
Le Mémorial de France à Saint-Denys est une association loi de 1901 fondée le 1er mai 1914 par François-Xavier de Bourbon-Parme (1889-1977), prince capétien, demi-frère du « duc de Parme (it) », lors du 7e centenaire de la victoire de Bouvines, pour célébrer la levée de l'oriflamme de Saint-Denis par Philippe Auguste.

## L'association et sa mission
L’Association est actuellement présidée par le prince Henri de Bauffremont, troisième fils du président de l’Institut de la maison de Bourbon.[réf. nécessaire]
Son protecteur est Louis de Bourbon, duc d'Anjou.
Sa mission première est de perpétuer l’ordonnance du 21 janvier 1815 du roi Louis XVIII, instituant une messe célébrée en la basilique Saint-Denis chaque 21 janvier et chaque 16 octobre en mémoire de l'exécution du roi Louis XVI et de la reine Marie-Antoinette, ce qui fut fait sans discontinuer sauf pendant les périodes de guerre.[réf. nécessaire]
La messe du bicentenaire, le 21 janvier 1993, fut présidée par le prince Louis de Bourbon, duc d'Anjou, aîné des Capétiens, aux côtés de sa grand-mère la princesse Emmanuelle, « duchesse d'Anjou et de Ségovie », et de son oncle le prince Gonzalve, « duc d'Aquitaine ».[réf. nécessaire]
L'association contribue à améliorer l'image historique de Louis XVI.
Le 8 juin 2004, le Mémorial a organisé l’inhumation officielle de l’urne funéraire contenant le cœur de Louis XVII, authentifié par analyses génétiques, dans la chapelle des Bourbons de la basilique Saint-Denis,.